# Computer Diplomacy
Computer Diplomacy est un jeu vidéo de type wargame conçu par Ron Sutherland et publié par Avalon Hill en 1984 sur IBM PC et sur TRS-80 puis porté sur Amiga et Atari ST. Le jeu correspond à une version pour ordinateur du jeu de société Diplomatie. Les règles sont exactement les mêmes que le jeu sur table et le jeu sur ordinateur n’est que le passage du jeu d’un tablier de jeu à une interface informatique : il se déroule en Europe au XXe siècle et simule un conflit entre sept grandes puissances européennes de l’époque : le Royaume-Uni, la France, l’Allemagne, la Russie, l’Italie, la Turquie et l’Autriche-Hongrie,.
L’intelligence artificielle du jeu était de si mauvaise qualité que quand un petit tournoi est réalisé sur ce jeu vidéo (lors de la Dipcon 1989), le but n’est pas de remporter la partie mais de la remporter dans le nombre de tours le plus faible possible.